# Grond- en landrecht in Suriname
Grond- en landrecht in Suriname verwijst naar eigendomsrecht, registratie en toekenning van percelen, grondgebieden en concessies in Suriname.

## Geschiedenis naar MI-GLIS

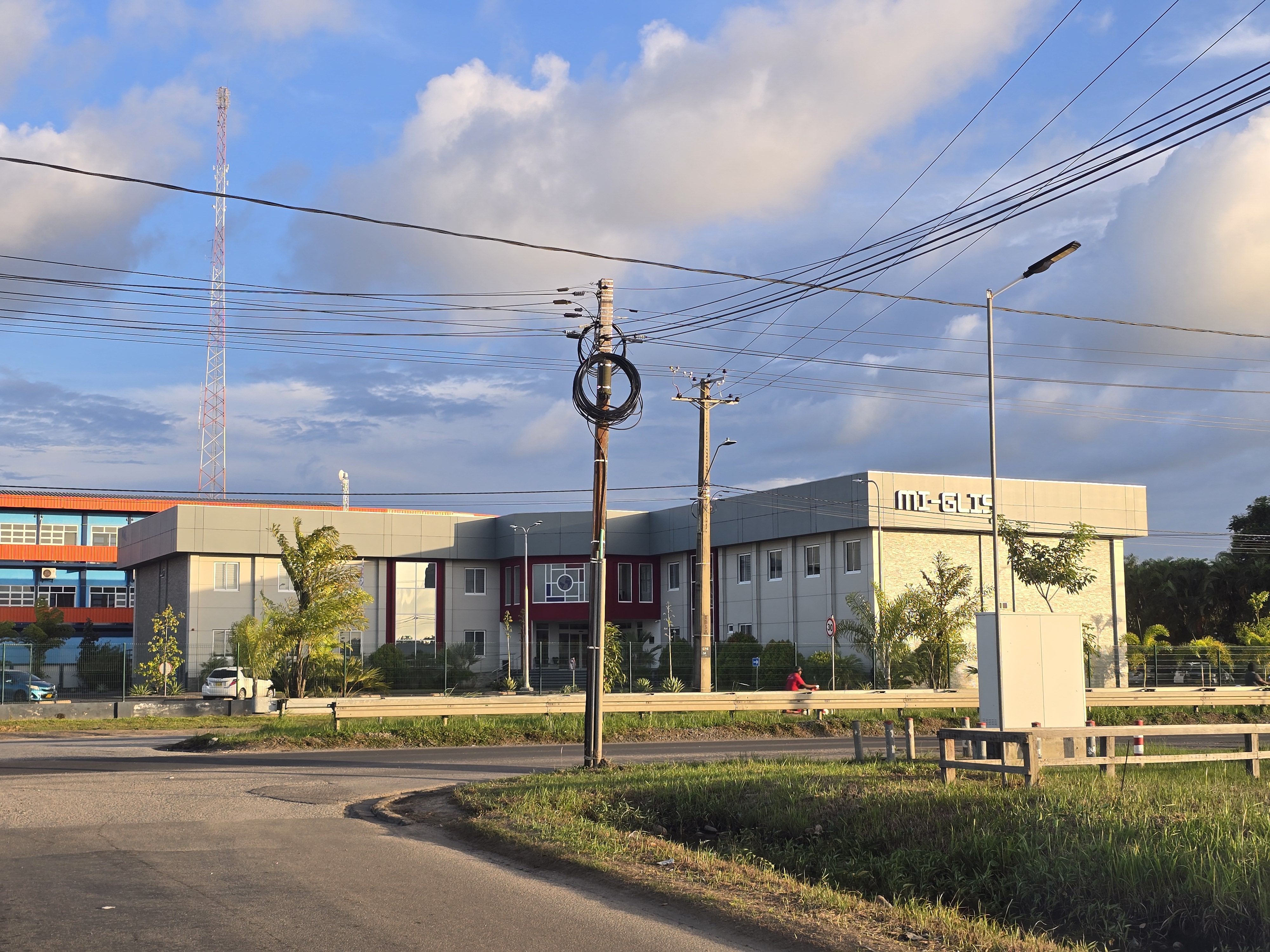
Het gebouw van MI-GLIS

Suriname had lange tijd geen kadaster, met als gevolg dat er tot de 20e eeuw ook geen grondbelasting kon worden geheven.
Net na de Surinaamse onafhankelijkheid was er een Domeinkantoor en een Hypotheekkantoor. In 1978 kreeg prof. ir. Bogaert van het Surinaamse ministerie van Opbouw de opdracht om een kadaster op te zetten. Dit is toen niet van de grond gekomen en het Domeinkantoor Grondzaken is blijven bestaan.
In 1996 definieerden deskundigen uit Suriname en Nederland onder leiding van het Nederlandse Kadaster het Grondregistratie en Land Informatie Systeem (GLIS), dat het bestaande systeem in Suriname moest verbeteren. In 2003 tekenden minister Stanley Raghoebarsing van Planning en Ontwikkelingssamenwerking (P&O) en de Nederlandse ambassadeur Henk Soeters het committeringsbesluit Project GLIS-Kadaster. In de jaren erna werd in het GLIS-project het Surinaamse grondgebied digitaal in kaart gebracht aan de hand van meer dan 16.000 luchtfoto's. Het project werd in november 2010 afgerond en ter inzage gesteld aan hoofdgebruikers als landmeters, notarissen, banken en deurwaarders. Ondertussen werd op 25 september 2009 het MI-GLIS opgericht dat kadastertaken op zich heeft genomen als grond- en landregistratie.

## Politieke zaken en malversaties

### GLIS-project

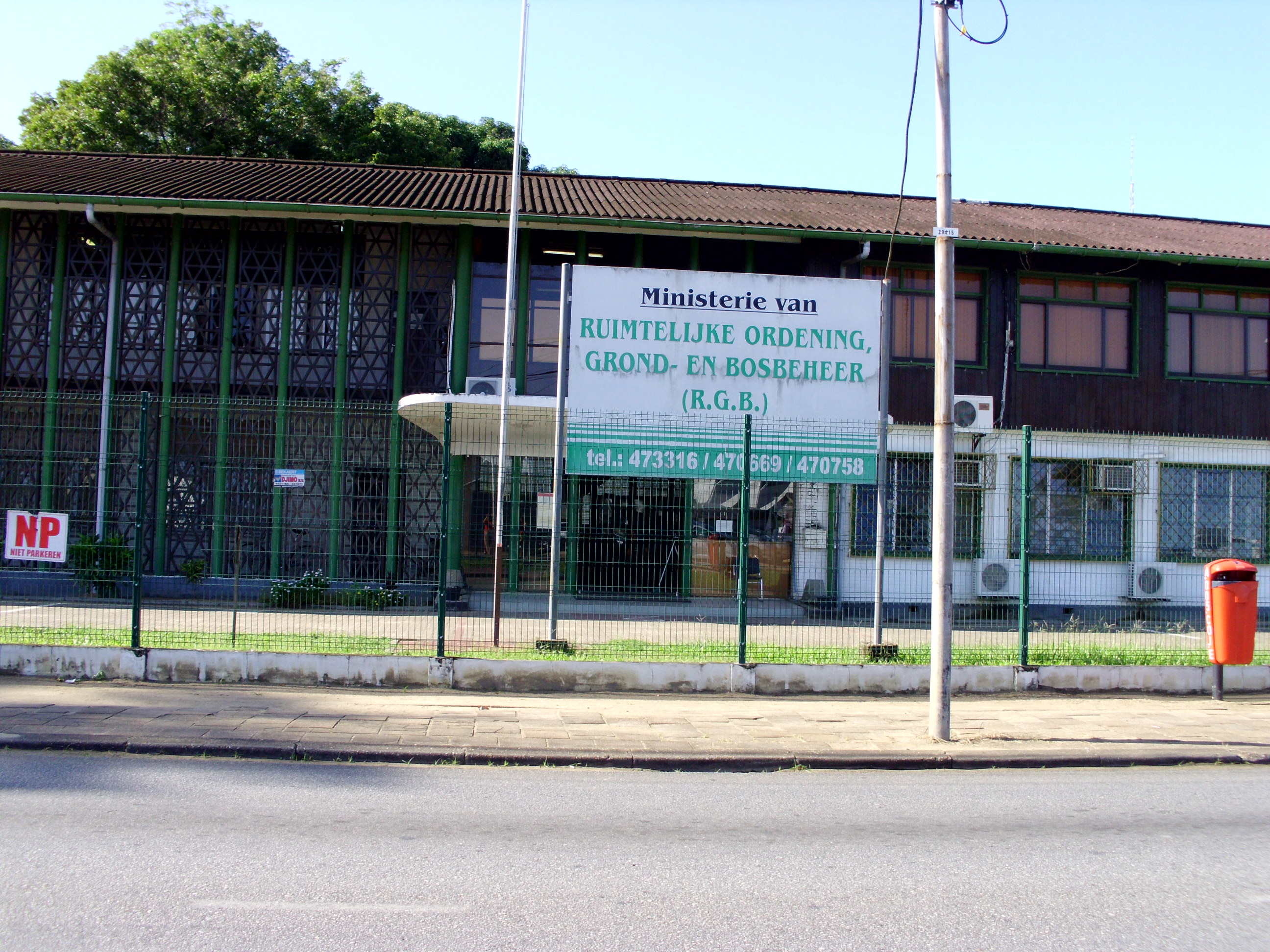
Ministerie van Ruimtelijke Ordening, Grond- en Bosbeheer

Terwijl het GLIS-project juist bedoeld was om toekomstige malversaties te voorkomen, legde het ministerie van Ruimtelijke Ordening, Grond- en Bosbeheer (RGB) in juli 2006 alle projecten stil omdat er bij gunningen van projecten corruptie en belangenverstrengeling was geconstateerd. Omdat het project met elf miljoen euro uit Nederlandse verdragsgelden werd gefinancierd, werden ook de Nederlandse ambassade en het ministerie van P&O geïnformeerd.
Om Surinaamse politieke redenen liep het project steeds meer vertraging op en dreigde vast te lopen. Vanwege de problematische uitvoering en een tekortkomende rapportage dreigde de Nederlandse regering de financiering eind mei 2008 stop te zetten, nadat er al twee maal uitstel was verleend. Volgens minister Rick van Ravenswaay van P&O zou het ministerie van RGB het project niet met prioriteit behandelen. Op dat moment bestond het idee al twaalf jaar en was de inkt van het committeringsbesluit vijf jaar droog.
Het probleem lag echter ook politiek door verschillen in opvatting binnen de coalitie. Parlementsvoorzitter Paul Somohardjo, tevens leider van Pertjajah Luhur (PL), wilde het wetsvoorstel toen nog niet op de agenda plaatsen. Hij verdedigde dit standpunt met dat hij geen donorbemoeienis van Nederland met Surinaamse wetgeving wilde. Hij was bang dat het GLIS-project de toekenning van grond in handen kreeg. Dit zou volgens hem het ministerie van RGB uithollen, geleid door partijgenoot Michael Jong Tjien Fa. De nauwe betrokkenheid van Somohardjo bij de gronduitgifte werd in februari 2010 nog eens benadrukt toen aan mensen in Leidingen (Paramaribo) werd voorgehouden dat ze hun grondbeschikkingen op de politieke bijeenkomst van PL konden ophalen.
Medio juni bereikte Jong Tjien Fa overeenstemming en gaf Nederland toestemming om het GILS in gewijzigde vorm door te laten gaan. Uiteindelijk werd de wet op 25 september 2009 door De Nationale Assemblée geloodst en GLIS op 17 december 2010 in gebruik genomen.

### Reshufflingstijdens Bouterse (2010-2020)
Reshufflings tijdens de kabinetten Desi Bouterse (NDP, 2010-2020) gebeurden op alle ministeries, zo ook met grote regelmaat op het ministers van Ruimtelijke Ordening, Grond- en Bosbeheer (ROGB) dat verantwoordelijk was voor de afgifte van grondpapieren en beschikkingen. Hieronder volgt het overzicht van de ministers in die periode:
| Minister                          | Periode                  |
| --------------------------------- | ------------------------ |
| Martinus Sastroredjo              | 2010                     |
| Hendrik Setrowidjojo (ad interim) | 2010 - 2011              |
| Simon Martosatiman                | 2011 - 2012              |
| Ginmardo Kromosoeto               | 2012 - 2013              |
| Steven Relyveld                   | 2013 - 2017              |
| Roline Samsoedien                 | 2017 - 2019              |
| Lekhram Soerdjan                  | 2019 - 2020              |
| Mike Noersalim                    | 2020, na de verkiezingen |

#### Steven Relyveld

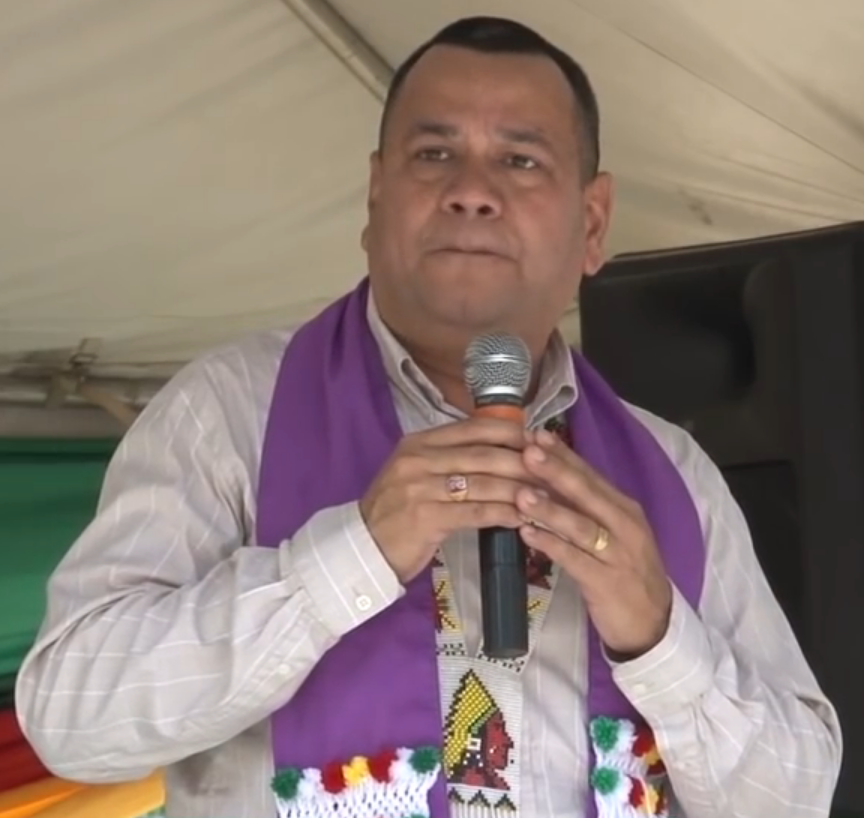
Steven Relyveld, 2015

Het maakte in elk geval duidelijk dat de gronduitgifte belangrijk is voor het imago van de regering en zondanig ook voor stemmen. Na drie gereshuffelde ministers en een ad interim trad Steven Relyveld in juni 2013 aan. Kort na zijn aantreden kondigde hij aan dat hij wilde zorgen dat inwoners sneller over grondpapieren gingen beschikken. Ondanks zijn inheemse achtergrond verhinderde hij echter niet dat grondbeschikkingen en hout- en goudconcessies werden uitgegeven aan derden op geclaimd inheems grondgebied. Kort voor de verkiezingen van 25 mei 2015, op 30 april, reikte hij bereidverklaringen van 900 bouwkavels in Nickerie uit. In de twee jaar voor de verkiezingen deelde Relyveld bij elkaar 17.000 beschikkingen uit. Het zou volgens hem niet om een verkiezingsstunt gaan, omdat de grote aantallen direct voor de verkiezingen bereidheidsverklaringen zouden betreffen. Hij voegde daar niettemin aan toe dat als het aan hem als minister lag, de mensen na de verkiezingen ook de toewijzingen zouden krijgen.

#### Kenya Pansa
Van 2018 tot 2020 was Kenya Pansa (NDP) de districtscommissaris van Marowijne. Kort na haar aftreden hielden burgers een protestactie waarin ze het voormalige stafdorp van Suralco terugeisten, omdat 23 percelen door Pansa en de regering waren uitgegeven aan burgers. Daarnaast was de ambtswoning (districtscommissariaat) van Pansa uitgegeven aan een onderneming, terwijl haar opvolger hierin had moeten trekken.

#### Mike Noersalim

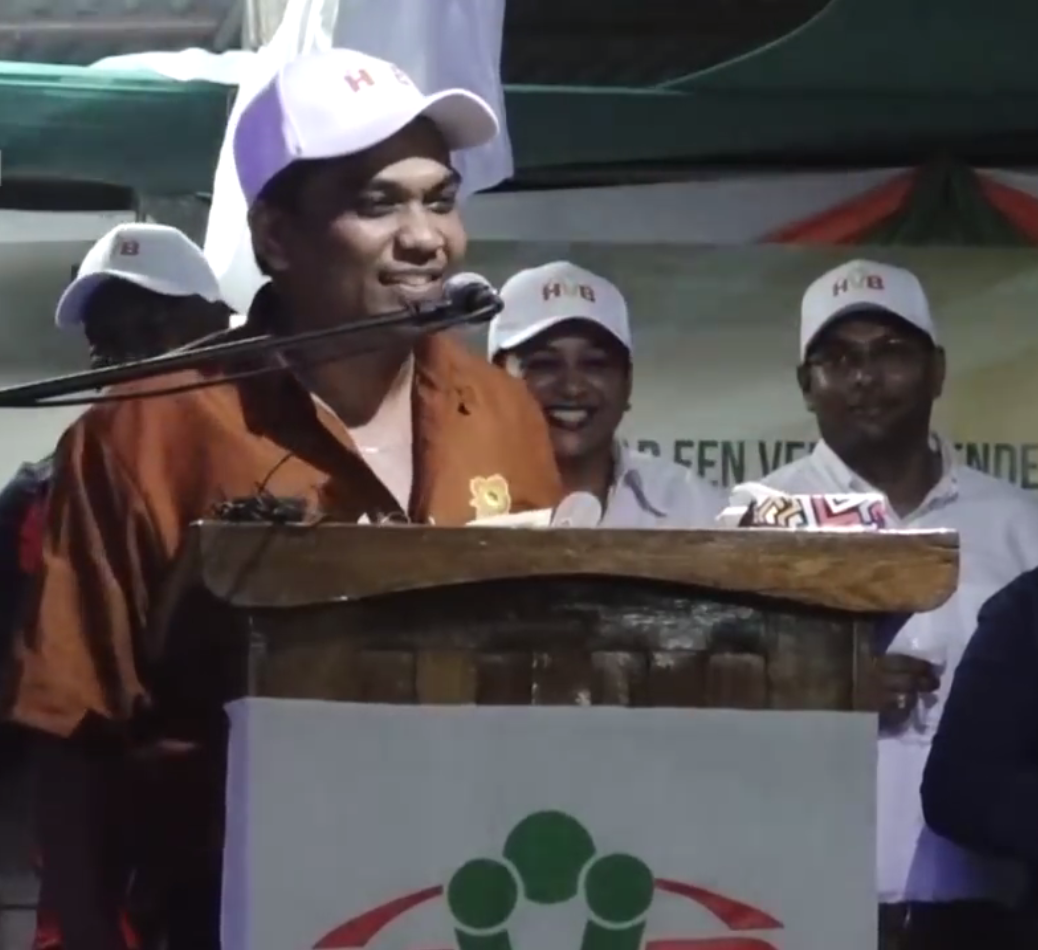
Mike Noersalim, 2017

Lekhram Soerdjan was de minister van RGB tot na de verkiezingen van 25 mei 2020, die werden verloren door het kabinet-Bouterse. De kabinetswisseling vond plaats op 16 juli. In de tussentijd voltrok zich het bijzondere fenomeen dat Soerdjan op 6 juli thuis werd gezet en zijn ambt de resterende periode werd waargenomen door minister Mike Noersalim (HVB). Clifton Limburg, presentator van Bakana Tori en gelieerd aan Bouterse, suggereerde als reden dat Soerdjan grondaanvragen in handen had gekregen maar daarna niets meer van zich had laten horen. in opdracht van Bouterse verkavelde Noersalim in aller haast de Cultuurtuin in Paramaribo. De percelen werden in een procedure van 2 tot 15 juli zonder bezwaarmogelijkheid op naam gezet en nog de 15e werd begonnen aan het rooien van oeroude bomen in de Cultuurtuin. De aanleg van de Cultuurtuin dateert uit 1898 en milieuactivisten voorkwamen dat het terrein verder gerooid werd. Op 23 juli liet de nieuwe minister Diana Pokie in een persconferentie weten de verkaveling terug te zullen draaien. Toen Bronto Somohardjo tegen die tijd Noersalim opvolgde op het ministerie van Binnenlandse Zaken, bleek daar onder meer dat Noersalim in twee jaar tijd 4500 ambtenaren had aangenomen, waardoor de salariskosten waren gestegen van 100 naar 300 miljoen SRD.

### ABOP-ministerie (2020-2025)

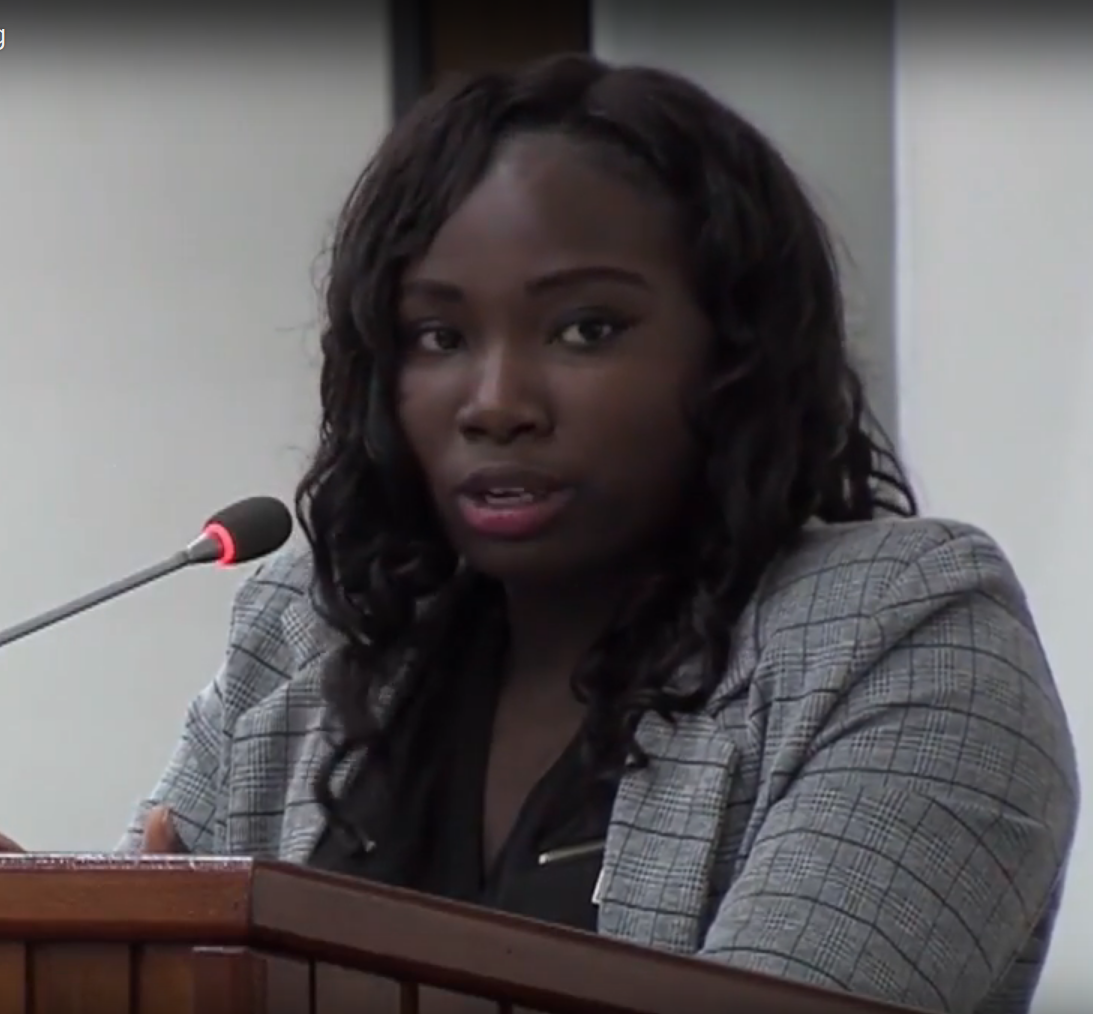
Dinotha Vorswijk, 2017

Diana Pokie (ABOP) trad in 2020 aan als minister van het nieuwe ministerie van Grondbeleid en Bosbeheer. Al een jaar na haar aantreden stond haar functie op de tocht, in een politiek spel van verwijten over toekenningen al dan niet door voorgangers, met een prominente rol voor ABOP-leider en vicepresident Ronnie Brunswijk en de dreiging van president en VHP-leider Chan Santokhi het ministerie bij een reshuffle bij ABOP weg te halen.
Dinotha Vorswijk (ABOP) nam in juli 2021 het roer over van Diana Pokie. In juni 2022 kreeg Vorswijk te maken met het schandaal van Sabaku Village. Ze verweerde zich dat de grondaankopen daar volgens de wettelijke procedures waren gegaan. Ondanks dat percelen naar politici waren gegaan, zoals de assembléeleden Obed Kanapé en Edgar Sampie van ABOP, twee kinderen van Mahinder Jogi (VHP) en Leo Brunswijk, de broer van de vicepresident. Hoewel Suriname klein is en familiebanden dichtbij, werden als nieuwe eigenaren op Sabaku twintig familienamen aangetroffen die ook in de politiek voorkomen, onder wie drie maal Vorswijk en drie maal een naam rond Brunswijk. Ronnie Brunswijk reageerde op de ophef dat politici ook huizen nodig hebben. Ook gaf hij te kennen geen bemoeienis van VHP-coalitiepartners te willen over de besluiten van ABOP-ministers.
In augustus 2024 sloeg districtscommissaris Josta Lewis van Kabalebo alarm omdat Vorswijk achter haar rug om concessies in inheems gebied had uitgegeven voor goud- en houtwinning. Eerdere keren had ze bij president Santokhi moeten aankloppen om dit weer ongedaan te krijgen. Vorswijk reageerde dat ze vond dat het advies van Lewis te lang was uitgebleven en ze toen op instructie van VP Brunswijk de beschikking had getekend.

## Collectieve rechten van de inheemsen en marrons
Het recht op de collectieve grondgebieden in het binnenland staat begin 21e eeuw al decennia onder druk. De inheemsen en de marrons zijn hierover internationale juridische procedures gestart en hadden in 2005 en 2007 succes bij het Inter-Amerikaans Hof voor de Rechten van de Mens. Ook spanden Karaïbische en Arowakse dorpen in 2007 een zaak aan waarin het Inter-Amerikaanse Hof in 2016 een uitspraak in hun voordeel deed. In het vonnis wordt de Surinaamse staat gesommeerd binnen twee jaar collectieve grondrechten op het traditionele territorium van de volken toe te kennen. Het dossier werd niet afgerond door het kabinet-Bouterse/Adhin en was in mei 2023 ook nog steeds niet geregeld door het kabinet-Santokhi/Brunswijk. In 2023 ontaardde de boosheid van inheemsen in Para in een gewelddadig protest met twee doden en meerdere gewonden. Ondanks conceptwetsvoorstellen zijn de grondenrechten nog steeds niet wettelijk geregeld (stand 2024).